# Mehdi Boudjemaa
Mehdi Boudjemaa (Cergy, 7 aprile 1998) è un calciatore francese, centrocampista del JS Kabylie.

## Carriera
Cresciuto nel settore giovanile del Guingamp, esordisce in prima squadra il 9 agosto 2019, disputando l'incontro di Ligue 2 vinto per 1-0 contro l'Orléans. Nel corso della stagione, non riuscendo a trovare spazio in squadra (solo 5 presenze tra campionato e coppe), il 9 gennaio 2020 viene ceduto in prestito al Quevilly-Rouen in terza divisione, fino al termine della stagione. Il 1º luglio 2020 viene confermato il suo prestito stagionale al Laval, sempre in terza divisione. L'8 luglio 2021 viene ceduto a titolo definitivo ai turchi dell'Hatayspor, con il quale debutta il 14 agosto successivo, nell'incontro di Süper Lig pareggiato per 1-1 contro il Kasımpaşa. Nella seconda metà della stagione 2022-2023 passa in prestito al Ferencváros, con cui vince il campionato ungherese.

## Statistiche

### Presenze e reti nei club
Statistiche aggiornate al 25 aprile 2022.
| Stagione          | Squadra           | Campionato        | Campionato | Campionato | Coppe nazionali | Coppe nazionali | Coppe nazionali | Coppe continentali | Coppe continentali | Coppe continentali | Altre coppe | Altre coppe | Altre coppe | Totale | Totale |
| Stagione          | Squadra           | Comp              | Pres       | Reti       | Comp            | Pres            | Reti            | Comp               | Pres               | Reti               | Comp        | Pres        | Reti        | Pres   | Reti   |
| ----------------- | ----------------- | ----------------- | ---------- | ---------- | --------------- | --------------- | --------------- | ------------------ | ------------------ | ------------------ | ----------- | ----------- | ----------- | ------ | ------ |
| mag. 2016         | Guingamp 2        | CFA2              | 1          | 0          |                 | -               | -               |                    | -                  | -                  |             | -           | -           | 1      | 0      |
| 2016-2017         | Guingamp 2        | CFA2              | 1          | 0          |                 | -               | -               |                    | -                  | -                  |             | -           | -           | 1      | 0      |
| 2017-2018         | Guingamp 2        | N3                | 25         | 2          |                 | -               | -               |                    | -                  | -                  |             | -           | -           | 25     | 2      |
| 2018-2019         | Guingamp 2        | N3                | 23         | 3          |                 | -               | -               |                    | -                  | -                  |             | -           | -           | 23     | 3      |
| set.-dic. 2019    | Guingamp 2        | N2                | 9          | 0          |                 | -               | -               |                    | -                  | -                  |             | -           | -           | 9      | 0      |
| Totale Guingamp 2 | Totale Guingamp 2 | Totale Guingamp 2 | 59         | 5          |                 | -               | -               |                    | -                  | -                  |             | -           | -           | 59     | 5      |
| 2019-gen. 2020    | Guingamp          | L2                | 3          | 0          | CF+CdL          | 1+1             | 0               |                    | -                  | -                  |             | -           | -           | 5      | 0      |
| gen.-giu. 2020    | Quevilly-Rouen    | N                 | 5          | 0          | CF+CdL          | -               | -               |                    | -                  | -                  |             | -           | -           | 5      | 0      |
| 2020-2021         | Laval             | N                 | 30         | 0          | CF              | 2               | 0               |                    | -                  | -                  |             | -           | -           | 32     | 0      |
| 2021-2022         | Hatayspor         | SL                | 25         | 0          | CT              | 1               | 0               |                    | -                  | -                  |             | -           | -           | 26     | 0      |
| Totale carriera   | Totale carriera   | Totale carriera   | 122        | 5          |                 | 5               | 0               |                    | -                  | -                  |             | -           | -           | 127    | 5      |

## Palmarès

### Club

#### Competizioni nazionali
- Campionato ungherese: 1

Ferencváros: 2022-2023